# 星いぶき
星 いぶき（ほし いぶき、2003年4月24日 - ）は、日本の女子プロレスラー。北海道岩見沢市出身。アイスリボン所属。母も同じくアイスリボン所属の星ハム子。

## 経歴
2017年
- 単身赴任中だった母ハム子の住む埼玉県へ移住。アイスリボンの練習生となる[1]。
- 6月11日、札幌リボンにて練習生となったことを発表。サプライズでエキシビションマッチを行う予定だったが、当日ハム子のパートナー宮城もちの欠場により急遽代役としてデビュー。また、同試合がつくし&柊くるみの持つインターナショナル・リボンタッグ王座であったため、デビュー戦がタイトルマッチという異例のデビューをする[1]。
- 12月24日、同期にあたる朝陽とのシングルマッチで初勝利。

2019年
- 1月5日、母、星ハム子と対戦し敗北[2]。

2021年
- 9月18日、後楽園ホール大会にて藤本つかさの保持するICE×∞王座に挑戦、二人で240発ものチョップ合戦を繰り広げるも敗北[3]。

2023年
- 8月26日、後楽園ホール大会にてYuuRIがもつICE×∞王座に挑戦し、これを破り、第37代王者の座に就く[4]。

2024年
- 4月6日、大田区産業プラザPiO大会にて妊娠を理由にICE×∞王座のベルト返上[5]。

## 人物
- 中学校ではバレーボール部に所属。
- エルボーの強烈さが特徴であったが、それ故に肩を負傷し一時封印。以降逆水平チョップを磨き、これもまた強烈な技へと昇華させている。

## タイトル歴
- 第37代ICE×∞王座
- 第54代・第58代インターナショナルリボンタッグ王座

パートナーは星ハム子（第54代）→志田光（第58代）

## 得意技
エルボー
逆水平チョップ
ダイビングボディプレス
いぶロール
ラ・マヒストラル
ライトニングスパイラル
グッド・いぶニング
相手の股下にヘッドスライディングしつつ仰向けに反転、相手の足を捕らえて後ろに倒し丸め込む
いぶニング・スター
前傾姿勢の相手の左腕に自身の右足をかけ、相手の背中側から右腕を自身の右腕でクラッチして横回転して叩きつける変形の逆打ち